# Angry Birds Rio
Angry Birds Rio fue un videojuego de lógica desarrollado por Rovio Entertainment, siendo un crossover entre Angry Birds y la película Rio. Angry Birds Rio fue lanzado el 22 de marzo de 2011. El juego fue lanzado como comercialización con la película animada Río de 20th Century Fox, y fue promovido junto con la película. 
 Mientras utilizan el mismo sistema de juego básico como el juego original, Angry Birds Rio añadió una serie de nuevos elementos, especialmente el primer uso de los niveles de jefe. El juego fue una de las aplicaciones más descargadas tanto en la App Store como en la Play Store.
El juego fue eliminado de la App Store y de la Play Store el 3 de febrero de 2020.

## Jugabilidad
En Río, los Angry Birds han sido secuestrados y llevados a Río. Al igual que los Angry Birds originales, los jugadores utilizan una resortera para lanzar pájaros en las estructuras cercanas, con la intención de golpear objetivos situados en o dentro de ellas. En lugar de los cerdos que han robado los huevos, los jugadores deben rescatar a los pájaros exóticos enjaulados o derrotar a los monos tití, dependiendo del nivel que se está jugando. Blu y Perla ambos cuentan como los tipos de aves exclusivas de este juego, junto con todas las aves existentes de la serie.
El juego también incluye al primer jefe de combate en aparecer en la serie, cuando el jugador utiliza las aves para derrotar a Nigel, el principal antagonista de la película, así como Mauro, el líder de los monos tití.
Desde su actualización más reciente se divide en "Rio" y "Rio 2" debido al estreno de la 2° parte de la película, además se estrenó un episodio parte de la 2° película.

## Personajes
Como todos saben están jugables todos los pájaros de Angry Birds pero también hay personajes exclusivos como:
- Red Bird
- Chuck
- los blues
- Bomb Bird
- Matilda
- Hal
- Terence Bird
- Bubbles
- Stella
- Chuck (con cohete)
- Blu y Perla
- Blu (sólo)
- Luis

## Objetivos
- Pájaros en jaulas
- Monos tití
- Mauro
- Pepillo
- Delfines en jaulas

## Power-Ups
Sólo están en la versión móvil, estos son:
- Power Potion: Tu pájaro se hace 2 veces más grande y tiene más fuerza.

- Sling Scope: En tu resortera aparece un apuntador y puedes apuntar con más facilidad a los enemigos (sólo que su imagen tiene un tití en lugar de un cerdo). Esto hay en Angry Birds Space, Angry Birds Star Wars, Angry Birds Star Wars 2 y en Angry Birds Stella solo que ahí no es Power-Up sino que ya viene solo.

- TNT: Aparecen 3 TNTs y explotan cuando entran en contacto con la estructura y facilitan el trabajo.

- Samba Burst: Aparece Red con un sombrero frutal al ritmo de la samba y cuando lo lanzas puede lanzar todo lo que está alrededor, muy similar a la habilidad de Blue de aletear y derribar estructuras en Carnival Upheaval.

- Call the Flock: Es el Power-Up más fuerte, aparece Blue con la cara pintada y cuando lo lanzas llama a una bandada de aves y destruye todo a su paso.

## Episodios

### Episodios
| # | Rio 1 Episodios   | Niveles | Fecha de publicación    |
| - | ----------------- | ------- | ----------------------- |
| 1 | Smugglers' Den    | 36      | 22 de marzo de 2011     |
| 2 | Jungle Escape     | 36      | 22 de marzo de 2011     |
| 3 | Beach Volley      | 36      | 12 de mayo de 2011      |
| 4 | Carnival Upheaval | 36      | 8 de junio de 2011      |
| 5 | Airfield Chase    | 36      | 18 de agosto de 2012    |
| 6 | Smugglers' Plane  | 36      | 22 de noviembre de 2012 |
| 7 | Market Mayhem     | 36      | 11 de marzo de 2013     |
| 8 | Golden Beachball  | 36      | 1 de agosto de 2013     |

| # | Rio 2 Episodios | Niveles | Fecha de publicación    |
| - | --------------- | ------- | ----------------------- |
| P | Playground      | 5       | 20 de febrero de 2014   |
| 1 | Rocket Rumble   | 26      | 18 de diciembre de 2014 |
| 2 | High Dive       | 26      | 20 de febrero de 2014   |
| 3 | Blossom River   | 26      | 10 de abril de 2014     |
| 4 | Timber Tumble   | 26      | 15 de julio de 2014     |
| 5 | Treasure Hunt   | 46      | 25 de abril de 2015     |
| H | Hidden Harbor   | 15      | 15 de noviembre de 2015 |

## Descontinuación de la versión de PC
El 13 de noviembre del 2014, Rovio confirmó en sus F.A.Q (Preguntas Frecuentes) dentro de su página oficial, que las versiones de PC (Angry Birds, Angry Birds Seasons, Angry Birds Rio, Angry Birds Space, Angry Birds Star Wars I - II y Bad Piggies) dejan de recibir constantemente sus actualizaciones dando por "descontinuada" a dicha versión, Además de descargarlas desde su tienda en línea.